# Centrosema bracteosum
Centrosema bracteosum är en ärtväxtart som beskrevs av George Bentham. Centrosema bracteosum ingår i släktet Centrosema och familjen ärtväxter. Inga underarter finns listade i Catalogue of Life.